# Astragalus lasaensis
Astragalus lasaensis är en ärtväxtart som beskrevs av C.C.Ni och Pei Chun Qiong Li. Astragalus lasaensis ingår i släktet vedlar, och familjen ärtväxter. Inga underarter finns listade i Catalogue of Life.